# Gare d'Inotani
La gare d'Inotani (猪谷駅, Inotani-eki) est une gare ferroviaire de la ville de Toyama, dans la préfecture de Toyama au Japon. Elle est exploitée par les compagnies JR Central et JR West.

## Situation ferroviaire
La gare d'Inotani est située au point kilométrique (PK) 189,2 de la ligne principale Takayama.

## Historique
La gare d'Inotani a été inaugurée le 27 novembre 1930.

## Service des voyageurs

### Accueil
La gare dispose d'un bâtiment voyageurs, avec guichets, ouvert tous les jours.

### Desserte
- Ligne principale Takayama :
  - voies 1 et 2 : direction Toyama ou Takayama